# Bothrinia nebulosa
Bothrinia nebulosa is een vlinder uit de familie van de Lycaenidae. De wetenschappelijke naam van de soort is voor het eerst gepubliceerd in 1890 door John Henry Leech.

## Verspreiding
De soort komt voor in China.

## Ondersoorten
- Bothrinia nebulosa nebulosa (Leech, 1890)
- Bothrinia nebulosa leechi Forster, 1941